# Porqueriza (Salamanca)
Porqueriza es una localidad del municipio de La Mata de Ledesma, en la comarca de Tierra de Ledesma, provincia de Salamanca, España. 

## Toponimia
Su nombre deriva de Porcariza, denominación con la que viene registrado en el siglo XIII.

## Historia
La fundación de Porqueriza se remonta a la Edad Media, obedeciendo a las repoblaciones efectuadas por los reyes leoneses en la Alta Edad Media, que lo ubicaron en la jurisdicción de Ledesma, dentro del Reino de León, denominándose en el siglo XIII Porcariza.
Con la creación de las actuales provincias en 1833, Porqueriza, aún como municipio independiente, quedó encuadrado en la provincia de Salamanca, dentro de la Región Leonesa.
Finalmente, en torno a 1850, el hasta entonces municipio de Porqueriza quedó integrado en el de La Mata de Ledesma, al que pertenece actualmente.

## Demografía
En 2017 Porqueriza contaba con una población de 6 habitantes, de los cuales 4 eran varones y 2 mujeres (INE 2017).
| Gráfica de evolución demográfica de Porqueriza entre 2000 y 2017                         |
|                                                                                          |
| Fuente: Instituto Nacional de Estadística de España - Elaboración gráfica por Wikipedia. |

## Monumentos
- Iglesia de Santa Marta. Actualmente se halla abandonada y en proceso de ruina.